# Вилхермсдорф
Вилхермсдорф (њем. Wilhermsdorf) град је у њемачкој савезној држави Баварска. Једно је од 14 општинских средишта округа Фирт. Према процјени из 2010. у граду је живјело 5.155 становника. Посједује регионалну шифру (AGS) 9573133.

## Географски и демографски подаци
Вилхермсдорф се налази у савезној држави Баварска у округу Фирт. Град се налази на надморској висини од 322 метра. Површина општине износи 26,6 km². У самом граду је, према процјени из 2010. године, живјело 5.155 становника. Просјечна густина становништва износи 194 становника/km².

## Међународна сарадња
| Мјесто     | Држава   | Врста сарадње | Од    |
| ---------- | -------- | ------------- | ----- |
| Фелд ам Зе | Аустрија | партнерство   | 1988. |
| Извор      |          |               |       |